# 豬肝麵
豬肝麵，粵語稱豬潤麵，常見於香港，最出名是在深水埗維記咖啡粉麵。把新鮮豬肝加薑煮熟做成豬肝湯底，再放即食麵同煮，麵熟加煎蛋即成。